# Tom et Jerry au Paradis
Pour plus de détails, voir Fiche technique et Distribution.
Tom et Jerry au Paradis (Calypso Cat) est le 121e court métrage d'animation de la série américaine Tom et Jerry réalisé par Gene Deitch et sorti le 22 juin 1962.